# Ctenistini
Tribu
Synonymes
- Chenniides Reitter, 1882
- Cténistites Blanchard, 1845
- Chenniina Jakobson, 1910
- Petanopini Jeannel, 1954

Les Ctenistini forment une tribu de coléoptères de la famille des Staphylinidae et de la super-tribu des Pselaphitae.

## Genres
Atinus - 
Biotus - 
Centrotoma - 
Chenniopsis - 
Chennium - 
Ctenicellus - 
Ctenisis - 
Ctenisodes - 
Ctenisomimus - 
Ctenisomorphus - 
Ctenisophanes - 
Ctenisophus - 
Ctenistes (type) - 
†Ctenistodes - 
Ctenistodites - 
Daveyia - 
Desimia - 
Edocranes - 
Enoptostomus - 
Epicaris - 
Gnorosus - 
Hynneophorus - 
Laphidioderomimus - 
Laphidioderus - 
Largeyeus - 
Metactenistes - 
Parastectenis - 
Poroderopsis - 
Poroderus - 
Sognorus - 
Stectenidius